# Sakti (stato)
Lo Stato di Sakti fu uno stato principesco del subcontinente indiano, avente per capitale la città di Sakti.

## Storia
Lo stato di Sakti venne governato dalla dinastia Gond, ma l'anno di fondazione rimane sconosciuto. La leggenda tramanda che fu fondato da due gemelli, soldati del raja di Sambalpur. La capitale dello stato fu posta a Sakti, da cui il nome del principato.
L'ultimo regnante di Sakti, rana Leeladhar Singh, firmò l'annessione all'Unione Indiana nel 1947.

## Governanti
I governanti avevano il titolo di Rana.

### Rana
- .... – ....                Rudra Singh
- .... – ....                Udai Singh
- .... – ....                Kiwat Singh
- .... – ....                Kagan Singh
- .... – 1837 Kalandar Singh
- 1837–19 giugno 1850 Vacant
- 19 giugno 1850 – 1875 Ranjit Singh (n. 1836 – m. ....)

1875 – febbraio 1892 vacante
- febbraio 1892 – luglio 1914 Rup Narayan Singh
- 4 luglio 1914 – 15 agosto 1947 Liladhar Singh (n. 1892 – m. 19..)